# Рур (річка)
51°27′3″ пн. ш. 6°43′22″ сх. д. / 51.45083° пн. ш. 6.72278° сх. д.
Рур (нім. Ruhr) — річка на території федеральної землі Північний Рейн — Вестфалія, Німеччини, права притока Рейну. Довжина річки становить 217 км; висота витоку — 674 м над рівнем моря, висота устя — 17 м над рівнем моря.
Річка дала назву Рурському промисловому басейну — найбільшому індустріальному регіону Європи. Основні міста над річкою — Дуйсбург, Мюльгайм-на-Рурі, Ессен, Бохум, Хаген i Дортмунд.

## Притоки
Річка Рур має велику кількість приток. Найбільші з них такі.
- Гілле
- Негер
- Генне
- Венне
- Рьор
- Мьоне
- Гьоне
- Баарбах
- Ленне
- Фольме
- Ельбах
- Дайльбах

## ГАЕС
На річці побудовано ГАЕС Хердекке, де нижнім резервуаром є водосховище Хенгстайзе на Рурі.
| Німеччина | Це незавершена стаття з географії Німеччини. Ви можете допомогти проєкту, виправивши або дописавши її. |

1. ↑  http://www.lanuv.nrw.de/fileadmin/lanuv/wasser/pdf/Gewaesserverzeichnis%20GSK3C.xls